# Vicente Martín de Argenta
Vicente Martín de Argenta y Teixidor (Madrid, 9 de febrero de 1829 - 27 de abril de 1896) fue un farmacéutico, doctor en Ciencias Físico-Químicas, catedrático en la Facultad de Ciencias, presidente del Colegio de Farmacéuticos de Madrid y académico numerario de la Real Academia de Medicina.

## Obras
- Álbum de la flora médico-farmacéutica e industrial, indígena y exótica. En tres tomos. Madrid. 1862-1864.[1]

### Traducciones
- Berthelot, Marcellin (1873). Lecciones sobre los métodos generales de síntesis en química orgánica. Explicadas en el Colegio de Francia (Vicente Martín de Argenta, trad.). Madrid: Imprenta de José M. Ducazcal.